# Sabanivka, Radehiv
Sabanivka (în ucraineană Сабанівка) este un sat în comuna Tetevciîți din raionul Radehiv, regiunea Liov, Ucraina.

## Demografie
Componența lingvistică a localității Sabanivka
     Ucraineană (99,1%)
     Alte limbi (0,9%)
Conform recensământului din 2001, majoritatea populației localității Sabanivka era vorbitoare de ucraineană (99,1%), existând în minoritate și vorbitori de alte limbi.